# Flávio Paixão
Flávio Emanuel Lopes Paixão (Sesimbra, 19 de Setembro de 1984) é um futebolista português que actualmente actua no Lechia Gdańsk da Polónia, como avançado.
O seu irmão gémeo Marco também é futebolista, sendo Flávio o mais novo por 5 minutos.

## Carreira desportiva

### Início de carreira
Nascido em Sesimbra, Paixão começou a sua carreira desportiva em Portugal e Espanha, jogando em várias equipas em ambos os países – a sua equipa da terra GD Sesimbra, no FC Porto B, CF Villanovense, Real Jaén e Benidorm CD.

### Hamilton
A primeira experiência de Flávio no Futebol profissional chegou em 2009, quando assinou pelo Hamilton Academical da Scottish Premier League a 6 de Agosto, juntamente com o seu irmão gémeo Marco Paixão. Ele estreou-se pelo Hamilton a 15 de Agosto de 2009, num jogo contra o Kilmarnock FC.